# Ermite hirsute
Glaucis hirsutus
Espèce
Statut de conservation UICN

 LC  : Préoccupation mineure
Statut CITES
L'Ermite hirsute (Glaucis hirsutus) est une espèce de colibris (famille des Trochilidae.

## Sous-espèces
D'après Alan P. Peterson, il existe deux sous-espèces :
- Glaucis hirsutus insularum Hellmayr & Seilern, 1913 — Grenade et Trinité-et-Tobago ;
- Glaucis hirsutus hirsutus (Gmelin, 1788) — .

## Répartition
Cet oiseau est présent à travers le nord de l'Amérique du Sud, y compris sur Trinité-et-Tobago et Grenade.

Carte de répartition de l'espèce